# Atena Daemi

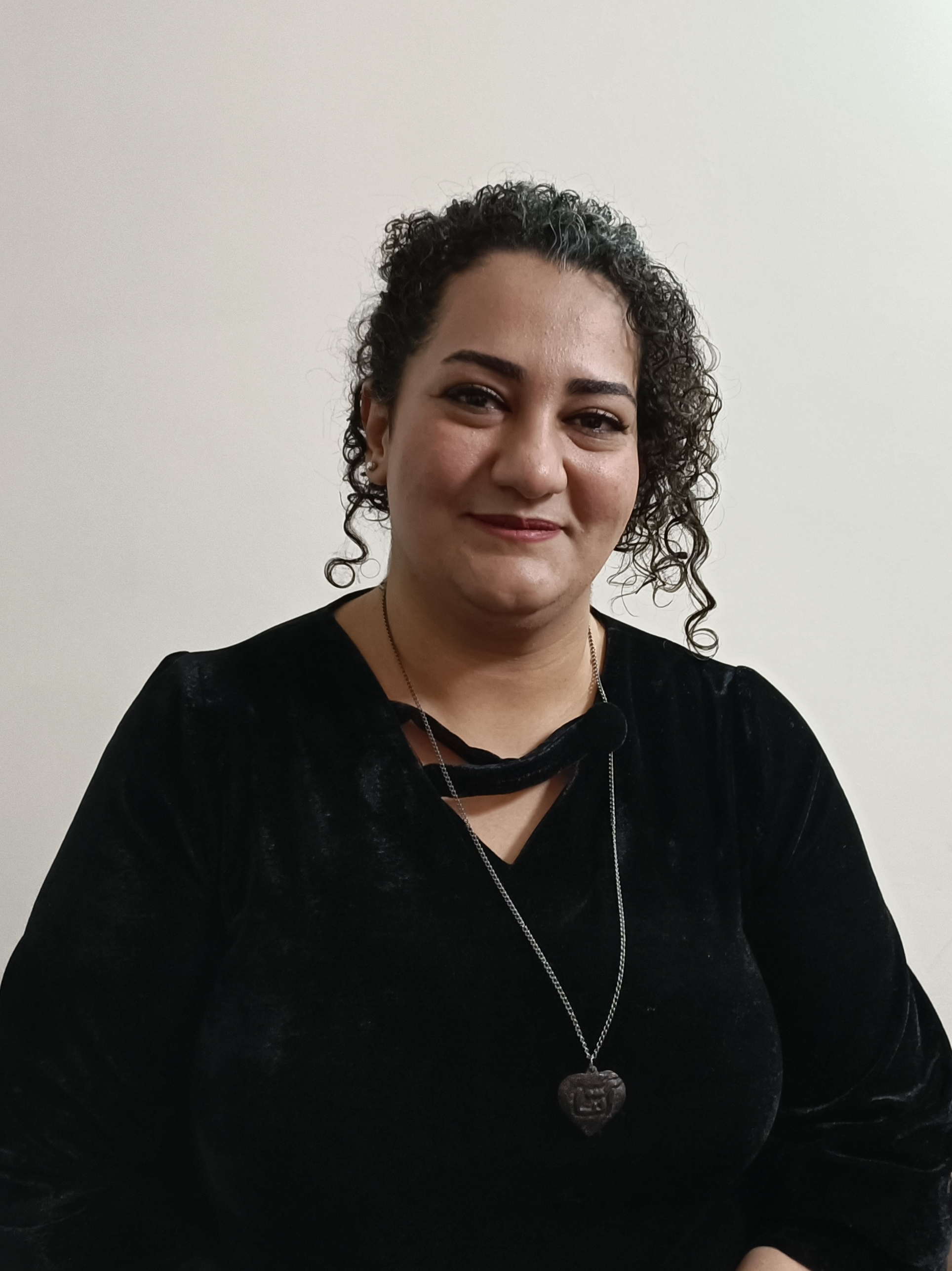
Atena Daemi

Atena Daemi (persisch آتنا دائمی; geboren 1988) ist eine politische Gefangene im Iran, die sich für Bürger-, Kinder- und Menschenrechte einsetzt.

## Jugend und Beginn ihrer Tätigkeit als Aktivistin
Atema Daemi begann sich in ihrer Jugend für Menschenrechte, besonders Frauenrechte, zu interessieren, weil sie sich selbst in ihrer Rolle als Frau unterdrückt empfand. Sie engagierte sich auf verschiedenen Ebenen für Menschenrechte, so mit dem Verteilen von Flugzetteln, dem Diskutieren in sozialen Medien und dem Organisieren von Protestveranstaltungen. Sie hielt Mahnwachen für politische Gefangene im Evin-Gefängnis ab und setzte sich für ein Ende der Todesstrafe im Iran ein.

## Verhaftung
Daemi wurde am 21. Oktober 2014 verhaftet, in Einzelhaft gehalten und 86 Tage verhört. Sie wurde dann in das Evin-Gefängnis gebracht. Am 15. März 2015 wurde ihr wegen Propaganda gegen das Regime, Verschwörung gegen die nationale Sicherheit, Beleidigung der Obersten Führer und Beleidigung der Gründer der Islamischen Revolution angeklagt. Atena Daemi wurde zu 14 Jahren Gefängnis verurteilt. Am 15. Februar 2017 wurde ihre Haftstrafe im Berufungsgericht auf sieben Jahre verkürzt.

## Hungerstreik
Daemi begann am 9. April 2017 aus Protest gegen die Verurteilung ihrer Familienangehörigen einen Hungerstreik. Amnesty International bat am 17. Mai 2017 um die Verlegung von Daemi aus dem Gefängnis in ein Krankenhaus und beschrieb die gesundheitlichen Folgen des 40-tägigen Hungerstreiks.  Ärzte warnten, dass ein sofortiger Krankenhausaufenthalt erfolgen müsse. Allerdings haben sich die Behörden in Teherans Evin-Gefängnis geweigert, ihre Verlegung in ein Krankenhaus außerhalb des Gefängnisses zur medizinischen Behandlung zu gestatten.
Im Oktober 2017 wurde Atena Daemi ins Krankenhaus eingeliefert, um an der Gallenblase operiert zu werden. Das lösen der Handschellen im Krankenhaus musste erkämpft werden (auch während der Operation). Im Februar wurden ihre Mutter und Schwester kurzfristig verhaftet und von Gefängniswärtern geschlagen. Im Mai 2018 wurde sie und zwei andere Gefangene illegal ins Gefängnis in Ghartschak verlegt, aber danach wieder zurückverlegt. Alle drei Menschenrechtsverteidigerinnen sind in Hungerstreik getreten um die Verlegung zu protestieren. Die Verlegung wurde von Amnesty International scharf kritisiert.